# 黑腹副獅子魚
黑腹副獅子魚，為輻鰭魚綱鮋形目杜父魚亞目獅子魚科的其中一種，分布於北大西洋區，從格陵蘭西南部至美國北卡羅萊納州海域，棲息深度225-1000公尺，體長可達14.2公分，為深海底棲性魚類，屬肉食性，以甲殼類為食，生活習性不明。

## 擴展閱讀
維基物種上的相關：黑腹副獅子魚